# کیست اپیدرموئید پرولیفران
کیست‌های اپیدرموئید پرولیفران (به انگلیسی: Proliferating epidermoid cyst) یک بیماری پوستی است با تومورهایی که تهاجم عمقی دارند مشخص می‌شود و با آناپلازی و میزان میتوزی بالا همراه است.